# Кристина Шведская (1943)
Кристина Луиза Хелена (швед. Prinsessan Christina Louise Helena, fru Magnuson, род. 3 августа 1943, Дворец Хага, Стокгольм) — шведская принцесса, младшая дочь принца Густава, герцога Вестерботтенского и принцессы Сибиллы Саксен-Кобург-Готской. Одна из четырёх старших сестер короля Карла XVI Густава.

## Биография

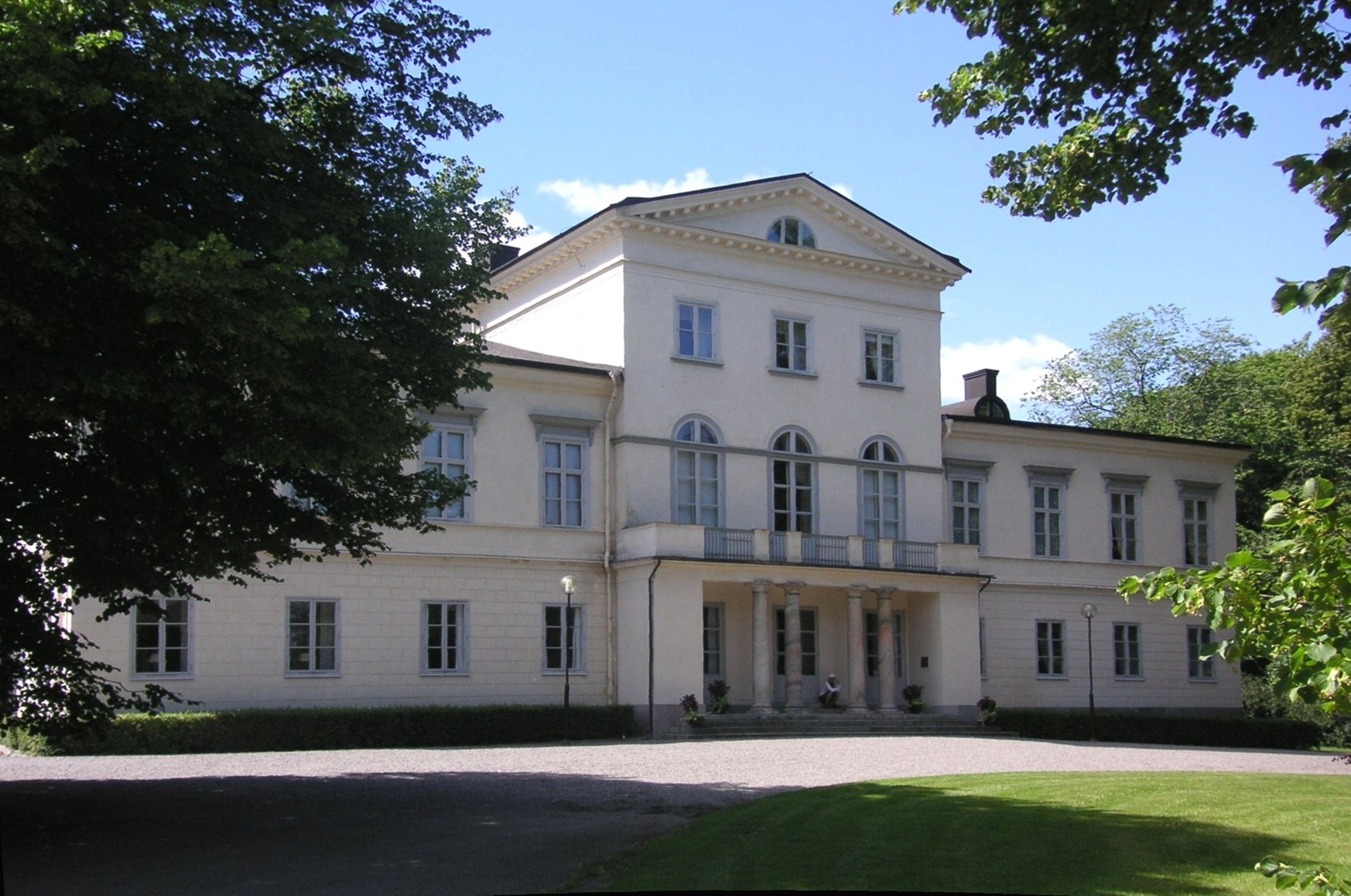
Дворец Хага — парадный фасад.

Принцесса Кристина Луиза Хелена родилась 3 августа 1943 года во дворце Хага близ Стокгольма, став четвёртой дочерью принца Густава, герцога Вестерботтенского и принцессы Сибиллы Саксен-Кобург-Готской. На тот момент в семье уже были три дочери: Маргарет (род. 1934), Биргитта (1937—2024) и Дезире (род. 1938). В 1946 году у них появился брат — будущий король Карл XVI Густав. Принцесса, как и её сёстры, родилась во дворце Хага и их с детства называли принцессами Хага.
В 1947 году отец принцессы погиб в авиационной катастрофе.
В 1972 году умерла её мать принцесса Сибилла. Между 1972 и 1976 годами принцесса Кристина исполняла обязанности первой леди страны.
Сейчас принцесса проживает вместе с мужем и детьми в Стокгольме. Её семья принимает участие во всех семейных мероприятиях шведской королевской семьи, иногда с мужем присутствуют на вручении Нобелевской премии. Кристина была председателем Красного Шведского креста на протяжении 9 лет. Присутствовала на свадьбах своих племянниц кронпринцессы Виктории и принцессы Мадлен в 2010 и 2013 годах, а также на крестинах принцессы Леонор в 2014 году.

## Брак и дети
В 1961 году принцесса встретила своего будущего супруга на обеде в Стокгольме. Им стал Торд Йёста Магнусон (род. 7 апреля 1941), сын Леннарта Магнусона и Герды Клемминг. Помолвка состоялась 1 февраля 1974 года.
Поженились 15 июня 1974 года во Дворцовой церкви Королевского дворца в Стокгольме. На принцессе была Коннаутская тиара — наследство её бабки, британской принцессы Маргариты, свадебное платье от кутюр, сделанной Стокгольмской швейной фабрикой. 
Подарком от короля и королевы Швеции стала бриллиантовая тиара королевы Софии. В 2013 году тиару и другие драгоценности принцессы украл друг её мужа. Тиару он выбросил в реку, остальное продал. Она так и не была найдена.
В результате неравного брака принцесса потеряла свой титул «Её Королевское Высочество» и после брака известна как «Принцесса Кристина, фру Магнусон» с титулом «Её Превосходительство», как Рыцарь Ордена Слона 1 класса. В браке с Тордом родилось трое сыновей, которые не могут наследовать шведский трон:
- Густав Магнусон (род. 8 августа 1975) — с 2013 года находился в браке с Вики Элизабет Андрен (р. 25 января 1983), 13 января 2020 года пара подала в суд заявление о разводе[5];
  - Дезире Эльфрида Кристина Магнусон (р. 11 июля 2014).
- Оскар Магнусон (род. 20 июня 1977) — дизайнер очков[6], в 2011 году женился на Эмме Эмели Шарлотте Ледент (р. 18 апреля 1981), двое сыновей:
  - Альберт (р. 10 февраля 2013)
  - Генри (р. 16 октября 2015);
- Виктор Магнусон (род. 10 сентября 1980) — с мая 2017 года состоит в браке с Фридой Луизой Бергстрём (р. 18 февраля 1980), двое сыновей:
  - Эдмунд (р. 11 декабря 2012)
  - Сигвард (р. 25 августа 2015).

## Награды
- Дама Ордена Серафимов (Швеция)[7];

Герб принцессы Кристины в 1943—1974.

- Королевский семейный орден короля Карла XVI Густава (1973);
- Юбилейная медаль Его Величества короля Карла XVI Густава (30 апреля 1996);
- Памятная медаль Рубинового юбилея короля Карла XVI Густава (15 сентября 2013)[8];
- Памятная медаль к 70-летию короля Швеции Карла XVI Густава (30 апреля 2016)
- Медаль принца Карла (2002)[9]
- Рыцарь Ордена Слона (Дания — 16 января 1973);
- Большой Крест Ордена «За заслуги перед Федеративной Республикой Германия» (Германия—2003)[10];
- Большой Крест Ордена Исландского сокола (Исландия — 16 сентября 1985)[11];
- Большой Крест Ордена Христа (Португалия 15 мая 1991)[12];
- Рыцарь Большого Креста Ордена «За заслуги перед Итальянской Республикой» (5 мая 1998)[13];
- Большой Крест Ордена Святого Олафа (Норвегия — 1992);
- Большой Крест Ордена Драгоценной Короны (Япония — 2000)[14];
- Командор Ордена Почетного легиона (Франция — 15 июля 2004)[15]